# سيدني ديلون ريبلي
سيدني ديلون ريبلي (بالإنجليزية: Sidney Dillon Ripley)‏ هو عالم طيور وعالم حيوانات أمريكي، ولد في 20 سبتمبر 1913 في نيويورك في الولايات المتحدة، وتوفي في 12 مارس 2001 في واشنطن العاصمة في الولايات المتحدة.